# Paradysderina sauce
Espèce
Paradysderina sauce est une espèce d'araignées aranéomorphes de la famille des Oonopidae.

## Distribution
Cette espèce est endémique de la région de Cajamarca au Pérou,. Elle se rencontre à San Ignacio vers 1 500 m d'altitude.

## Description
Le mâle holotype mesure 2,12 mm.

## Étymologie
Cette espèce est nommée en référence au lieu de sa découverte, El Sauce.

## Publication originale
- Platnick & Dupérré, 2011 : The Andean goblin spiders of the new genera Paradysderina and Semidysderina (Araneae, Oonopidae). Bulletin of the American Museum of Natural History, no 364, p. 1-121 (texte intégral).